# Adore You (canción de Harry Styles)
«Adore You» es una canción del cantante británico Harry Styles, fue lanzada a través de Erskine y Columbia Records como el tercer sencillo de su segundo álbum de estudio Fine Line.

## Antecedentes y composición
El 2 de diciembre de 2019, Styles comentó por primera vez sobre la canción a través de sus redes sociales, siendo Eroda, "adore" al revés, el foco principal del video musical. Ese mismo día, publicó un tráiler para la promoción del vídeo musical. La canción fue compuesta por Styles, Amy Allen Kid, Harpoon y Tyler Johnson, mientras que la producción fue llevada a cabo por los dos últimos.

## Vídeo musical
El vídeo musical de «Adore You» dirigido por Dave Meyers se estrenó el 6 de diciembre de 2019. El video, de poco menos de ocho minutos, muestra a Styles como un niño en el sombrío pueblo pesquero de Eroda, donde su sonrisa cegadora lo aísla de la gente. En él, Styles encuentra un alma gemela en forma de pez que se lava en la orilla y lo cuida a medida que crece rápidamente. Al final del video, el pez estalla accidentalmente fuera de su tanque y los residentes ayudan a Styles a devolver la criatura al agua, cambiando la ciudad para siempre, la parte no musical incluye una presentación de la historia del vídeo, narrado por la cantante española Rosalía. El vídeo fue nominado al Grammy por Mejor Vídeo Musical en la edición de 2021.

## Posicionamiento en listas
| Listas (2019)                             | Mejor posición |
| ----------------------------------------- | -------------- |
| Alemania (Media Control Charts)           | 82             |
| Australia (ARIA)                          | 7              |
| Austria (Ö3 Austria Top 40)               | 59             |
| Bélgica (Ultratop 50) Flanders            | 13             |
| Bélgica (Ultratop 50) Wallonia            | 19             |
| Brasil (Top 100 Brasil)                   | 89             |
| Canadá (Canadian Hot 100)                 | 17             |
| Dinamarca (Tracklisten)                   | 28             |
| Escocia (Official Charts Company)         | 4              |
| Eslovaquia (Singles Digitál Top 100)      | 23             |
| Eslovenia SloTop50                        | 11             |
| España (PROMUSICAE)                       | 83             |
| E.U. (Billboard Hot 100)                  | 6              |
| E.U. (Adult Contemporary)                 | 18             |
| E.U. (Adult Top 40)                       | 9              |
| E.U. (Mainstream Top 40)                  | 10             |
| E.U. (Rolling Stone Top 100)              | 13             |
| Finlandia (Suomen virallinen lista)       | 19             |
| Francia (SNEP)                            | 140            |
| Hungría (Rádiós Top 40)                   | 38             |
| Hungría (Single Top 40)                   | 15             |
| Hungría (Stream Top 40)                   | 24             |
| Irlanda (IRMA)                            | 4              |
| Italia (FIMI)                             | 78             |
| Letonia (Latvijas Top 40)                 | 12             |
| Malasia (RIM)                             | 16             |
| México (Billboard Mexico Airplay)         | 24             |
| Noruega (VG-lista)                        | 32             |
| Nueva Zelanda Hot Singles (RMNZ)          | 6              |
| Países Bajos (Dutch Top 40)               | 15             |
| Países Bajos (Single Top 100)             | 24             |
| Polonia (Polish Airplay Top 100)          | 12             |
| Portugal (AFP)                            | 13             |
| RU (UK Singles Chart)                     | 7              |
| República Checa (Rádio Top 100)           | 46             |
| República Checa (Singles Digitál Top 100) | 17             |
| Singapur (RIAS)                           | 14             |
| Suecia (Sverigetopplistan)                | 40             |
| Suiza (Schweizer Hitparade)               | 35             |

## Certificaciones
| País (organismo certificador) | Certificación | Unidades certificadas |
| ----------------------------- | ------------- | --------------------- |
| Australia (ARIA)              | 4x Platino    | 280 000               |
| Bélgica (BEA)                 | Platino       | 40 000                |
| Brasil (Pro-Música Brasil)    | Diamante      | 160 000               |
| Canadá (Music Canada)         | 4x Platino    | 320 000               |
| Dinamarca (IFPI)              | Platino       | 90 000                |
| Estados Unidos (RIAA)         | 5x Platino    | 5 000 000             |
| Francia (SNEP)                | Oro           | 100 000               |
| Italia (FIMI)                 | Oro           | 35 000                |
| México (AMPROFON)             | Diamante+Oro  | 330 000               |
| Noruega (IFPI)                | Platino       | 60 000                |
| Nueva Zelanda (RIANZ)         | Platino       | 30 000                |
| Polonia (ZPAV)                | 2x Platino    | 40 000                |
| Portugal (AFP)                | Platino       | 10 000                |
| Reino Unido (BPI)             | Platino       | 600 000               |

## Premios y nominaciones
| Año  | Premiación               | Categoría                       | Resultado | Ref.          |
| ---- | ------------------------ | ------------------------------- | --------- | ------------- |
| 2020 | MTV Video Music Awards   | Mejor Dirección                 | Nominado  | [ 67 ]        |
| 2020 | MTV Video Music Awards   | Mejor Dirección Artística       | Nominado  | [ 67 ]        |
| 2020 | MTV Video Music Awards   | Mejores Efectos Especiales      | Nominado  | [ 67 ]        |
| 2021 | Billboard Music Awards   | Canción más Radiada             | Nominado  | [ 68 ]        |
| 2021 | BMI Pop Awards           | Reconocimiento especial         | Ganador   | [ 69 ]        |
| 2021 | Grammy Awards            | Mejor Vídeo Musical             | Nominado  | [ 13 ]        |
| 2021 | iHeartRadio Music Awards | Mejor Letra                     | Ganador   | [ 70 ] [ 71 ] |
| 2021 | iHeartRadio Music Awards | Mejor Versión (hecha por Lizzo) | Nominado  | [ 70 ] [ 71 ] |
| 2021 | Ivor Novello Awards      | Canción más Interpretada        | Ganador   | [ 72 ]        |

## Historial de lanzamiento
| País           | Fecha                   | Formato                     | Discográfica      | Ref    |
| -------------- | ----------------------- | --------------------------- | ----------------- | ------ |
| Varios         | 6 de diciembre de 2019  | Descarga digital, Streaming | Erskine, Columbia | [ 9 ]  |
| Australia      | 6 de diciembre de 2019  | Adult contemporary          | Sony, Columbia    | [ 73 ] |
| Reino Unido    | 6 de diciembre de 2019  | Adult contemporary          | Erskine, Columbia | [ 74 ] |
| Reino Unido    | 7 de diciembre de 2019  | Hot adult contemporary      | Erskine, Columbia | [ 75 ] |
| Estados Unidos | 9 de diciembre de 2019  | Hot adult contemporary      | Columbia          | [ 76 ] |
| Estados Unidos | 10 de diciembre de 2019 | Adult contemporary          | Columbia          | [ 77 ] |